# Campeonato Mundial de Ciclismo en Ruta de 2007
El LXXIV Campeonato Mundial de Ciclismo en Ruta se realizó en la ciudad de Stuttgart (Alemania) entre el 26 y el 30 de septiembre de 2007, bajo la organización de la Unión Ciclista Internacional (UCI) y la Unión Ciclista de Alemania. 
El campeonato constó de carreras en las especialidades de contrarreloj y de ruta, en las divisiones élite masculino, élite femenino y masculino sub-23; en total se otorgaron seis títulos de campeón. 

## Calendario
| Día   | Hora*       | Evento                | Distancia |
| ----- | ----------- | --------------------- | --------- |
| 26.09 | 09:00-13:15 | Contrarreloj M Sub-23 | 38,1 km   |
| 26.09 | 14:00-16:45 | Contrarreloj F        | 25,1 km   |
| 27.09 | 12:30-17:00 | Contrarreloj M        | 44,9 km   |
| 28.09 |             | Descanso              |           |
| 29.09 | 09:00-12:45 | Ruta F                | 133,7 km  |
| 29.09 | 13:30-18:05 | Ruta M Sub-23         | 171,9 km  |
| 30.09 | 10:30-17:30 | Ruta M                | 267,4 km  |

- (*) – Hora local de Alemania (UTC+2, CEST)

## Países participantes
Participaron un total de  ciclistas ( hombres y  mujeres) de 55 federaciones nacionales afiliadas a la UCI.
| África (CAC)                                 | América (COPACI) | Asia (ACYC) | Europa (UEC) | Oceanía (OCF)                        |
| -------------------------------------------- | --- | --- | --- | ------------------------------------ |
| Mauricio (-/1) Namibia (2/-) Sudáfrica (6/2) | Argentina (6/-) · Brasil (3/4) · Canadá (6/6) · Colombia (8/1) · El Salvador (-/1) · Estados Unidos (10/11) · México (-/2) · Venezuela (5/6) | China (3/7) · Corea del Sur (-/1) · Irán (6/-) · Japón (3/2) · Kazajistán (5/3) · Kirguistán (1/-) · Tailandia (-/3) · Uzbekistán (6/-) | Alemania (16/10) · Austria (6/6) · Azerbaiyán (-/1) · Bélgica (16/8) · Bielorrusia (5/2) · Bulgaria (2/-) · Croacia (8/1) · Dinamarca (5/4) · Eslovaquia (8/-) · Eslovenia (9/1) · España (15/10) · Estonia (4/3) · Finlandia (2/-) · Francia (16/9) · Grecia (-/2) · Hungría (3/-) · Irlanda (3/4) · Italia (16/14) · Letonia (4/-) · Lituania (2/12) · Luxemburgo (6/2) · Moldavia (1/-) · Noruega (6/3) · Países Bajos (14/12) · Polonia (9/11) · Portugal (8/-) · Reino Unido (6/9) · República Checa (6/6) · Rusia (14/11) · Serbia (4/1) · Suecia (5/5) · Suiza (7/12) · Ucrania (10/10) | Australia (13/7) Nueva Zelanda (5/9) |

## Resultados

### Masculino
- Contrarreloj

| Puesto | Ciclista          | País         | Tiempo   |
| ------ | ----------------- | ------------ | -------- |
| Oro    | Fabian Cancellara | Suiza        | 55:41,35 |
| Plata  | László Bodrogi    | Hungría      | 56:33,41 |
| Bronce | Stef Clement      | Países Bajos | 56:39,06 |

- Ruta

| Puesto | Ciclista          | País     | Tiempo  |
| ------ | ----------------- | -------- | ------- |
| Oro    | Paolo Bettini     | Italia   | 6:44:43 |
| Plata  | Alexandr Kolobnev | Rusia    | 6:44:43 |
| Bronce | Stefan Schumacher | Alemania | 6:44:43 |

### Femenino
- Contrarreloj

| Puesto | Ciclista          | País           | Tiempo   |
| ------ | ----------------- | -------------- | -------- |
| Oro    | Hanka Kupfernagel | Alemania       | 34:43,79 |
| Plata  | Kristin Armstrong | Estados Unidos | 35:07,26 |
| Bronce | Christiane Soeder | Austria        | 35:25,32 |

- Ruta

| Puesto | Ciclista          | País         | Tiempo  |
| ------ | ----------------- | ------------ | ------- |
| Oro    | Marta Bastianelli | Italia       | 3:46:34 |
| Plata  | Marianne Vos      | Países Bajos | 3:46:40 |
| Bronce | Giorgia Bronzini  | Italia       | 3:46:40 |

### Sub-23
- Contrarreloj

| Puesto | Ciclista        | País         | Tiempo   |
| ------ | --------------- | ------------ | -------- |
| Oro    | Lars Boom       | Países Bajos | 48:57,93 |
| Plata  | Mijaíl Ignátiev | Rusia        | 49:06,99 |
| Bronce | Jérôme Coppel   | Francia      | 49:43,52 |

- Ruta

| Puesto | Ciclista          | País        | Tiempo  |
| ------ | ----------------- | ----------- | ------- |
| Oro    | Peter Velits      | Eslovaquia  | 4:21,22 |
| Plata  | Wesley Sulzberger | Australia   | 4:21,22 |
| Bronce | Jonathan Bellis   | Reino Unido | 4:21,22 |

## Medallero
| Núm. | País           | Oro | Plata | Bronce | Total |
| ---- | -------------- | --- | ----- | ------ | ----- |
| 1    | Italia         | 2   | 0     | 1      | 3     |
| 2    | Países Bajos   | 1   | 1     | 1      | 3     |
| 3    | Alemania       | 1   | 0     | 1      | 2     |
| 4    | Eslovaquia     | 1   | 0     | 0      | 1     |
| 4    | Suiza          | 1   | 0     | 0      | 1     |
| 6    | Rusia          | 0   | 2     | 0      | 2     |
| 7    | Australia      | 0   | 1     | 0      | 1     |
| 7    | Estados Unidos | 0   | 1     | 0      | 1     |
| 7    | Hungría        | 0   | 1     | 0      | 1     |
| 10   | Austria        | 0   | 0     | 1      | 1     |
| 10   | Francia        | 0   | 0     | 1      | 1     |
| 10   | Reino Unido    | 0   | 0     | 1      | 1     |
|      | TOTAL          | 6   | 6     | 6      | 18    |